# Fase española de la Copa de las Regiones UEFA 2013-14
La Fase española de la Copa de las Regiones UEFA 2013-14 fue la novena edición del campeonato que sirve para definir el representante de España a la Copa de las Regiones de la UEFA, donde el campeón participa en la edición de 2015.

## Fases

### IX Copa de las Regiones de la UEFA 2013-14
Primera fase

Grupo A (Ceuta)
| Asturias | Galicia | 2-2 |
| Murcia   | Ceuta   | 3-0 |
| Asturias | Murcia  | 0-1 |
| Ceuta    | Galicia | 2-1 |

Se clasifica: Murcia
Grupo B (País Vasco)
| Cantabria  | País Vasco     | 0-0 |
| Cantabria  | Islas Canarias | 0-1 |
| País Vasco | Islas Canarias | 1-0 |

Se clasifica: País Vasco
Grupo C (Madrid)
| Melilla   | Madrid    | 3-2 |
| Melilla   | Andalucía | 0-1 |
| Andalucía | Madrid    | 1-1 |

Se clasifica: Andalucía
Grupo D (Comunidad Valenciana)
| Castilla y León      | Comunidad Valenciana | 1-0 |
| Castilla y León      | Castilla-La Mancha   | 0-0 |
| Comunidad Valenciana | Castilla-La Mancha   | 3-2 |

Se clasifica:  Castilla y León
Grupo E (Cataluña)
| Aragón         | Cataluña       | 1-2 |
| Aragón         | Islas Baleares | 3-1 |
| Islas Baleares | Cataluña       | 1-1 |

Se clasifica: Cataluña
Fase intermedia
| País Vasco      | Castilla y León | 0-1 |
| Castilla y León | País Vasco      | 1-1 |

Semifinales
| 18 de abril de 2014, 12:00 h. | Castilla y León | 0-1 | Andalucía | La Albuera, Segovia                                  |                                                      |
|                               |                 |     | Selu 19'  | Asistencia: 300 espectadores Árbitro(s): Juan Bustos | Asistencia: 300 espectadores Árbitro(s): Juan Bustos |

| 18 de abril de 2014, 12:00 h. | Cataluña                | 2-2 (5-4) | Región de Murcia       | El Hospital, La Granja de San Ildefonso |                         |
|                               | Padilla 8' · Josele 91' |           | Ginés 63' · Andrés 93' | Árbitro(s): Cid Camacho                 | Árbitro(s): Cid Camacho |

Final
| 20 de abril de 2014, 12:00 h. | Andalucía | 0-0 (4-5) | Cataluña | La Albuera, Segovia            |  |
|                               |           |           |          | Árbitro(s): De la Fuente Ramos |  |